# Allmendingen (Württemberg)

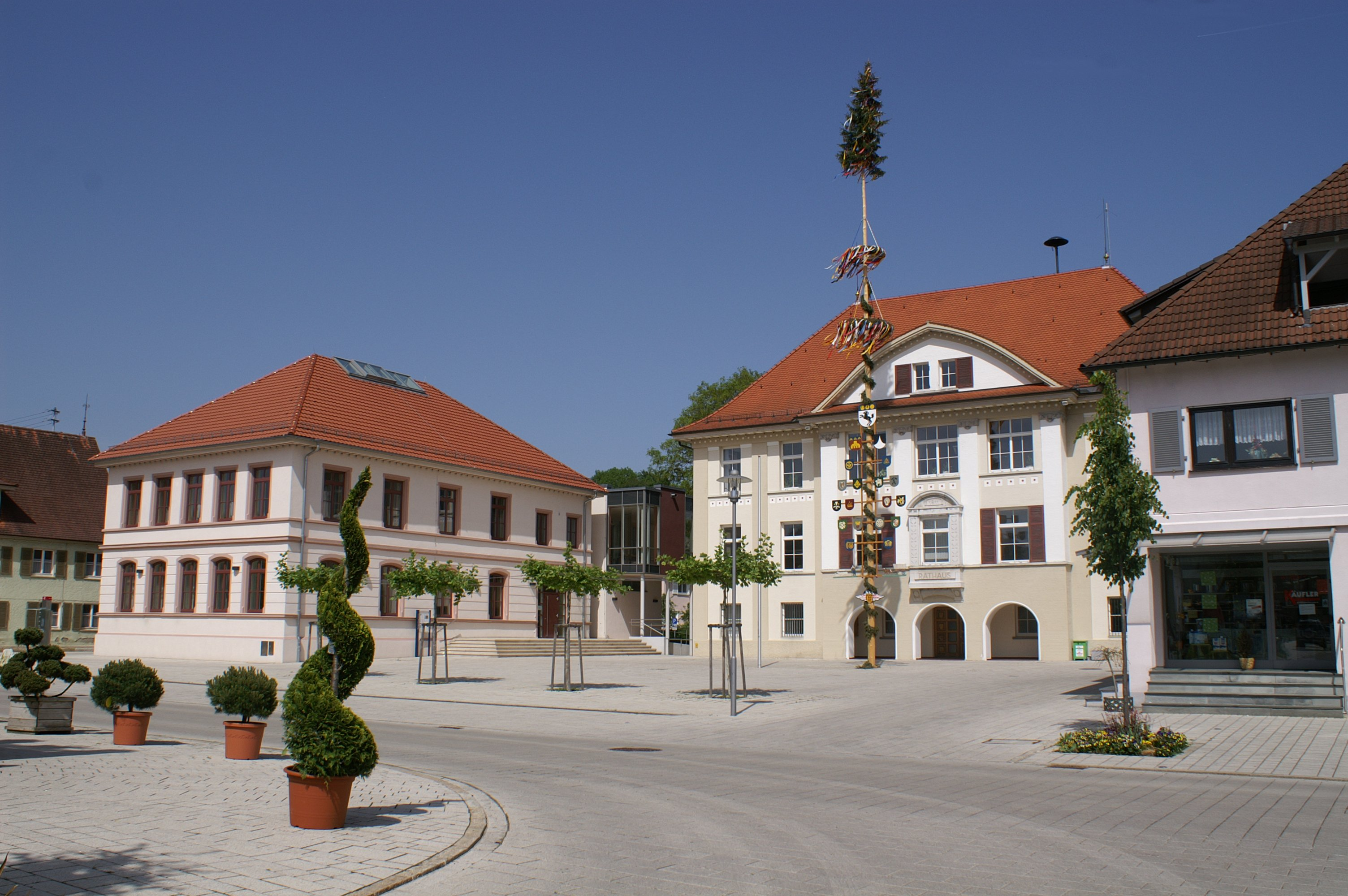
Ortsmitte mit Rathaus und Bürgerhaus

Allmendingen ist eine Gemeinde des Alb-Donau-Kreises in Baden-Württemberg etwa 25 Kilometer westlich von Ulm und vier Kilometer nördlich der Großen Kreisstadt Ehingen (Donau).

## Geografie

### Lage
Der Kernort Allmendingen liegt an der Schmiech in einem ursprünglich von der Urdonau ausgewaschenen Tal, welches das östlich gelegene Hochsträß vom Rest der Schwäbischen Alb trennt. Der höchste Punkt auf den Lutherischen Bergen (Ennahofen) liegt 750 m ü. NN.

### Nachbargemeinden
Die Gemeinde grenzt im Norden an die Stadt Schelklingen, im Osten an Altheim, im Süden und Westen an die Stadt Ehingen. Die Exklave Niederhofen grenzt im Norden und Osten an die Stadt Erbach, im Süden an Oberdischingen und Öpfingen an.

### Gemeindegliederung
Die Gemeinde Allmendingen besteht aus den Teilorten Allmendingen (3513 Einwohner am 31. Dezember 2021), Ennahofen (275 Einwohner), Grötzingen (267 Einwohner), Niederhofen (388 Einwohner) und Weilersteußlingen (236 Einwohner). Zum Teilort Allmendingen gehören die Ortsteile Großallmendingen, Kleinallmendingen und Schwenksweiler, der Weiler Hausen ob Allmendingen sowie das Gehöft Siegentalhof. Zu den Teilorten Ennahofen und Grötzingen gehören jeweils nur die gleichnamigen Dörfer. Zum Teilort Niederhofen gehören die Weiler Niederhofen, Pfraunstetten und Schwörzkirch sowie das Gehöft Ziegelei. Dieser Teilort bildet eine Exklave, da zwischen seiner Fläche und dem restlichen Allmendinger Gemeindegebiet ein zur Stadt Ehingen gehörender Streifen liegt. Zum Teilort Weilersteußlingen gehören das Dorf Weilersteußlingen und der Weiler Ermelau.
Im Gemeindegebiet liegen mehrere abgegangene, heute nicht mehr bestehende Ortschaften. Im Ortsteil Allmendingen nördlich von Hausen liegt die Wüstung Augsdorf. Ebenso wird auf dem Waffensberg eine abgegangene Burg vermutet. Im Ortsteil Grötzingen liegen die Wüstungen Hohenbuch, das 1152 als Hohonbuach erstmals genannt wird, und Kaltinwil, das um 1200 als Caltiwil erstmals erwähnt wird. Hohenbuch wird im 13. Jahrhundert und Kaltinwil im 14. Jahrhundert nicht mehr erwähnt.

### Schutzgebiete
Allmendingen hat Anteil an den Naturschutzgebieten Hausener Berg/Büchelesberg, Umenlauh und Schmiechener See. Einige Landschaftsteile auf dem Stadtgebiet wurden als Landschaftsschutzgebiet Allmendingen ausgewiesen. Die Stadt hat überdies Anteile am FFH-Gebiet Tiefental und Schmiechtal und an den Vogelschutzgebieten Täler der Mittleren Flächenalb und Schmiechener See.

## Geschichte

### Altertum
Frühester Beleg menschlicher Besiedlung ist der Fund eines Ziegelbrennofens aus der Zeit der römischen Besatzung im Ortsteil Niederhofen.

### Mittelalter
Das Gebiet gehörte im Hochmittelalter zum Herzogtum Schwaben und war Teil der Swerzenhuntare. 961 wurde der Ort als Alamuntinga genannt. Ein Adel vor Ort in Allmendingen wurde für das 12. und 13. Jahrhundert erwähnt. Östlich am Häusleberg (bzw. Heilenberg) befand sich die Burg Allmendingen. 1343 ging Allmendingen von den Grafen von Berg an die schwäbischen Vorlande der Habsburger über, die es als Lehensherren an verschiedene Adelshäuser verliehen.

### Neuzeit
Seit 1520 gehörte Allmendingen ins kaiserliche Lehen der Familie Renner, die 1593 ihre Anteile an die Stadt Ehingen verkauften, die dafür garantierte, dass Allmendingen katholisch blieb. Ehingen verkaufte noch im selben Jahr das Lehen der Familie Renner an Hans Walter von Freyberg zu Altheim. Somit bestimmte seither eine Linie des Geschlechts derer von Freyberg-Eisenberg die Geschicke Allmendingens. Auf die Zeit der Herrschaft der Freiherren von Freyberg-Eisenberg gehen auch die beiden Schlösser am Ort zurück.
Mit dem Frieden von Preßburg 1805 fiel Allmendingen an das Königreich Württemberg. 1810 wurde Allmendingen dem Oberamt Ehingen unterstellt. Durch den Bau der Donautalbahn erhielt Allmendingen 1869 Anschluss an das Netz der Württembergischen Eisenbahnen. Bei der Kreisreform während der NS-Zeit in Württemberg gelangte Allmendingen 1938 zum Landkreis Ehingen. 1945 wurde Allmendingen Teil der Französischen Besatzungszone und kam somit zum neu gegründeten Land Württemberg-Hohenzollern, welches 1952 im Land Baden-Württemberg aufging. Seit der Kreisreform in Baden-Württemberg 1973 gehört Allmendingen zum Alb-Donau-Kreis.

### Eingemeindungen
Am 1. Januar 1974 wurden Ennahofen, Grötzingen, Niederhofen (mit Schwörzkirch und Pfraunstetten) und Weilersteußlingen (mit Ermelau) eingemeindet.

### Einwohnerentwicklung
Es handelt sich um Einwohnerzahlen nach dem jeweiligen Gebietsstand. Die Zahlen sind Volkszählungsergebnisse (¹) oder amtliche Fortschreibungen des Statistischen Landesamtes Baden-Württemberg (nur Hauptwohnsitze).
| Jahr                 | Einwohner |
| -------------------- | --------- |
| 1. Dezember 1871 ¹   | 2031      |
| 1. Dezember 1880 ¹   | 2176      |
| 1. Dezember 1890 ¹   | 2539      |
| 1. Dezember 1900 ¹   | 2841      |
| 1. Dezember 1910 ¹   | 2856      |
| 16. Juni 1925 ¹      | 2793      |
| 16. Juni 1933 ¹      | 2751      |
| 17. Mai 1939 ¹       | 2721      |
| 13. September 1950 ¹ | 3144      |
| 6. Juni 1961 ¹       | 3408      |

| Jahr              | Einwohner |
| ----------------- | --------- |
| 27. Mai 1970 ¹    | 3958      |
| 31. Dezember 1980 | 4082      |
| 27. Mai 1987 ¹    | 4097      |
| 31. Dezember 1990 | 4324      |
| 31. Dezember 1995 | 4526      |
| 31. Dezember 2000 | 4509      |
| 31. Dezember 2005 | 4601      |
| 31. Dezember 2010 | 4441      |
| 31. Dezember 2015 | 4442      |
| 31. Dezember 2020 | 4558      |

### Religionen
Allmendingen ist von jeher katholisch geprägt. Die Gemeinden Mariä Himmelfahrt in Allmendingen und St. Stephanus in Schwörzkirch gehören zum Dekanat Ehingen-Ulm der Diözese Rottenburg-Stuttgart. 2018 ernannte der Rottenburger Bischof Gebhard Fürst Allmendingen zum Sitz der neu gegründeten polnisch-muttersprachlichen Kirchengemeinde Jesus Christus Guter Hirte. Deren Einzugsgebiet umfasst die Stadt Ulm, den Alb-Donau-Kreis und den Kreis Biberach mit etwa 3.000 polnischen Katholiken.
Die altwürttembergischen Ortsteile Weilersteußlingen, Ennahofen und Grötzingen der ehemaligen Herrschaft Steußlingen sind seit der Reformation traditionell evangelisch und gehören als Kirchengemeinde Weilersteußlingen zum Kirchenbezirk Blaubeuren der Evangelischen Landeskirche in Württemberg.
1963 entstand durch zugezogene evangelische Bewohner auch in Allmendingen eine eigene evangelische Kirchengemeinde, der zudem die evangelischen Bewohner in Großallmendingen, Kleinallmendingen, Niederhofen, Pfraunstetten, Schwörzkirch sowie Altheim angehören.

#### Katholische Pfarrer in Groß-Allmendingen
Eine Pfarrei in Allmendingen wird erstmals im Liber decimationis 1275 genannt, ohne zu sagen, ob es sich um die Pfarrei von Groß- oder Klein-Allmendingen oder um beide Pfarreien handelte. Später hatten beide Ortsteile jeweils eine eigene Pfarrei bis zum Jahre 1818, als die Pfarrei Klein-Allmendingen aufgelöst und als Kaplanei der Pfarrei Groß-Allmendingen angegliedert wurde. Folgende Liste enthält die Geistlichen von Groß-Allmendingen:
- 1275 sein Rektor ist Scholar und residiert nicht
- 1471 Konrad Sailer († 1471)
- 1471 Johann Eger (Ehingen)
- 1488 Johann Veser (Ehingen)
- 1497 Johann Neser, Leutpriester
- 1575 NN Huber, Pfarrer
- 1663–1676 Johann Gall, Pfarrer
- 1676–1682 Georg Volz
- 1682–1687 Johann Schneller, Pfarrer
- 1687–1693 Johann Gall, Pfarrer
- 1693–1703 Johann Michael Dochtermann
- 1701–1713 Christoph Leichtle
- 1712–1748 Johann Max Stöcker (Ehingen) (* 1678)
- 1748–1759 Jakob Rauch (Ehingen) (* 1719)
- 1759–1781 Johann Jakob Moriz Birkle (Rottenburg) (* 1721)
- 1781–1799 Anton Hummel (Ehingen) (* 1745)
- 1799–1820 Johann Evangelist Koch (Ehingen) (* 1768, † 1833)
- 1820–1823 Peter Paul Letzgus (Rottenburg) (* 1786, † 1858)
- 1823–1832 Johann Nepomuk Meyer (Günzburg, Bayern) (* 1766, † 1842)
- 1833–1839 Franz Xaver Baumann (Ellwangen), Schulinspektor (* 1801, † 1879)
- 1840–1844 Valentin Holbein (Schwäbisch Gmünd), Schulinspektor (* 1806, † 1874)
- 1845–1856 Josef Vetter (Schwäbisch Gmünd) (* 1786, † 1858)
- 1858–1882 Franz Xaver Schild (Rottweil) (* 1809, † 1882)
- 1883–1889 Kaspar Weitmann (Schwäbisch Gmünd) (* 1828, † 1890)
- 1890–1893 Simon Sauter (Ehingen) (* 1840, † 1893)
- 1893–1822 Johann Heinzelmann (Dürnau) (* 1857, † 1922)
- 1922–1930 Franz Josef Hermann (Hofen) (* 1875)
- 1930–1950 Karl Sailer (Ummendorf) (* 1893)
- 1950–1960 Joseph Robel, Pfarrer (Sudetenland)
- 1960–1967 Alfons Waibel, Pfarrer
- 1968–1977 Ludwig Beitel, Pfarrer
- 1978–1989 Viktor Moosmayer, Pfarrer und Dekan des Dekanats Ehingen
- 1990–1995 Dr. Anton Büchele, Pfarrer
- 1996–2005 Roland Rube, Pfarrer
- 2006–2014 Günter Gerlach, Pfarrer
- Seit 2015: Martin Jochen Wittschorek, Leitender Pfarrer[9]

## Politik

### Verwaltungsgemeinschaft
Allmendingen bildet mit Altheim eine vereinbarte Verwaltungsgemeinschaft.

### Gemeinderat
Der Gemeinderat besteht aus den ehrenamtlichen Gemeinderäten und dem Bürgermeister als Vorsitzendem. Der Gemeinderat in Allmendingen hat 19 Mitglieder. Zusätzlich ist der Bürgermeister im Gemeinderat stimmberechtigt.
Die Kommunalwahl am 9. Juni 2024 erbrachten folgendes Ergebnis:
| Parteien und Wählergemeinschaften | % 2024 | Sitze 2024 |
| --------------------------------- | ------ | ---------- |
| Freie Wähler                      | 61,0   | 12         |
| CDU                               | 39,0   | 7          |
| Gesamt                            | 100,0  | 19         |
| Wahlbeteiligung in %              | 65,69  | 65,69      |

### Schultheißen und Bürgermeister
Schultheißen bis 1930, Bürgermeister seit 1930
- 1806–1818 Johannes Sontheimer
- 1818–1827 Alois Marquart
- 1827–1847 Xaver Sontheimer
- 1847–1866 Thomas Freudenreich
- 1866–1883 Philipp Pfinder
- 1883–1900 Gustav Pfinder
- 1900–1933 Philipp Pfinder
- Mai 1933–Febr. 1934 Karl Köpf
- Febr. 1934–Dez. 1934 Karl Schilling
- Jan. 1935–Sept. 1942 Eugen Pfitzer
- Okt. 1942–April 1945 Eduard Kneer
- April 1945 Paul Fensterle
- Nov. 1945–März 1957 Paul Pfinder
- 1. April 1958–nach Juni 1961 Karl Spitzmüller
- 1994-April 2018 Robert Rewitz

Derzeit ist Florian Teichmann Bürgermeister.

### Wappen
Blasonierung: „In Silber unter blauen Schildhaupt, darin drei goldene Kugeln (Laibe), ein schwarzes, rotbezungtes, steigendes Pferd.“
Das Wappen vereint Elemente der Wappen der Herren von Freyberg (Kugeln), deren Geschichte eng mit der Allmendingens verbunden ist, und der briefadeligen Familie Renner (steigendes Ross), die in Allmendingen ebenfalls Besitztümer hatte.

### Städtepartnerschaften
- Allmendingen bei Bern (Schweiz) seit 1978
- Querqueville (Ortsteil von Cherbourg-en-Cotentin, Frankreich) seit 1981

## Wirtschaft

### Verkehr

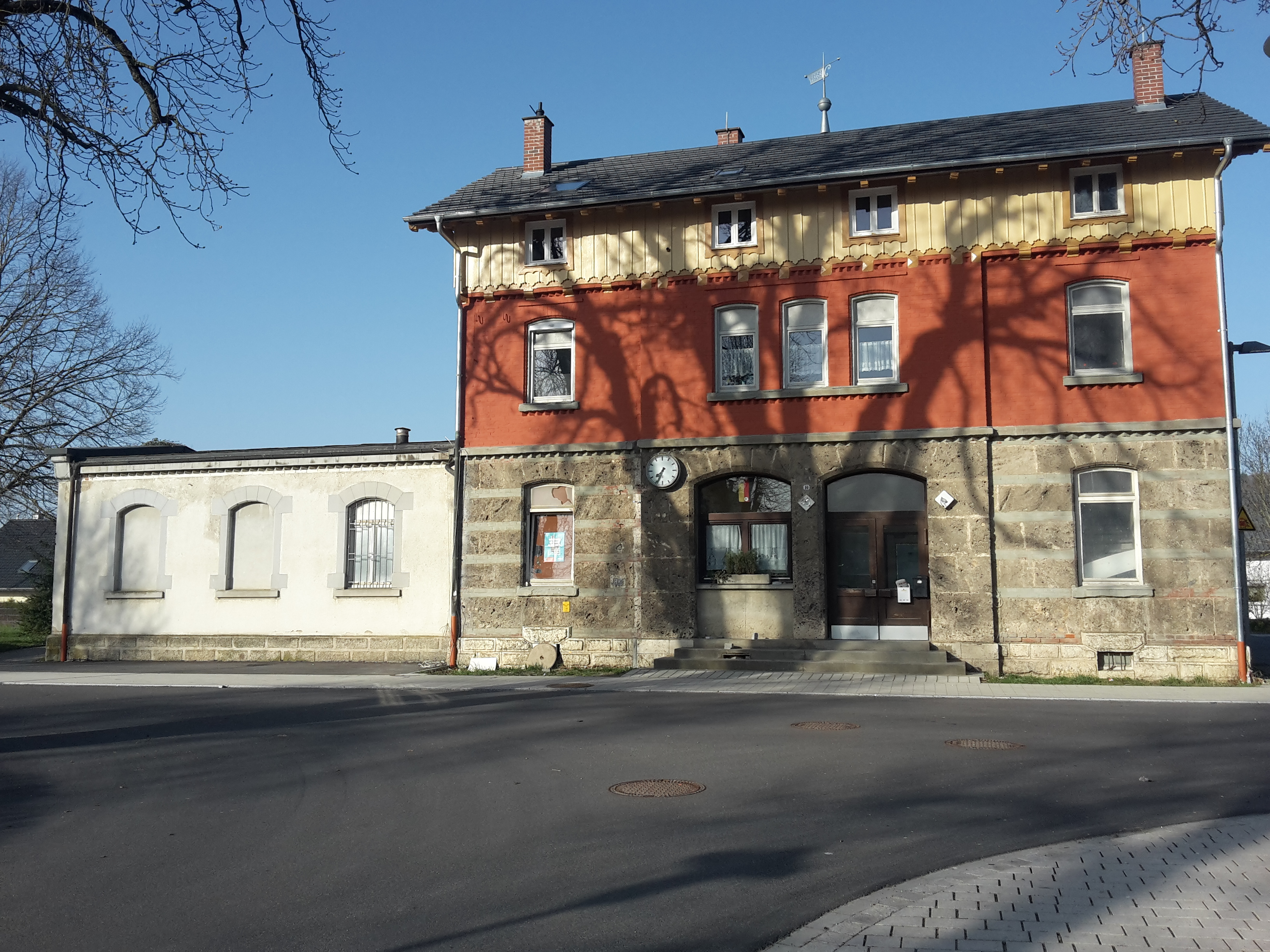
Bahnhof von Allmendingen

Allmendingen liegt an der Bahnstrecke Ulm–Sigmaringen und ist Halt für Züge der Regio-S-Bahn Donau-Iller. Es bestehen Bahn-Verbindungen im Stundentakt nach Ehingen, Munderkingen und Ulm. Allmendingen ist in den Donau-Iller-Nahverkehrsverbund eingegliedert.
Die Gemeinde liegt an der Bundesstraße 492 Ehingen – Blaubeuren, die um den Ortskern herumführt.
Durch eine Alltagsroute aus dem Radnetz Baden-Württemberg ist Allmendingen mit Ehingen und in der anderen Richtung über Schelklingen mit Blaubeuren verbunden.

### Ansässige Unternehmen

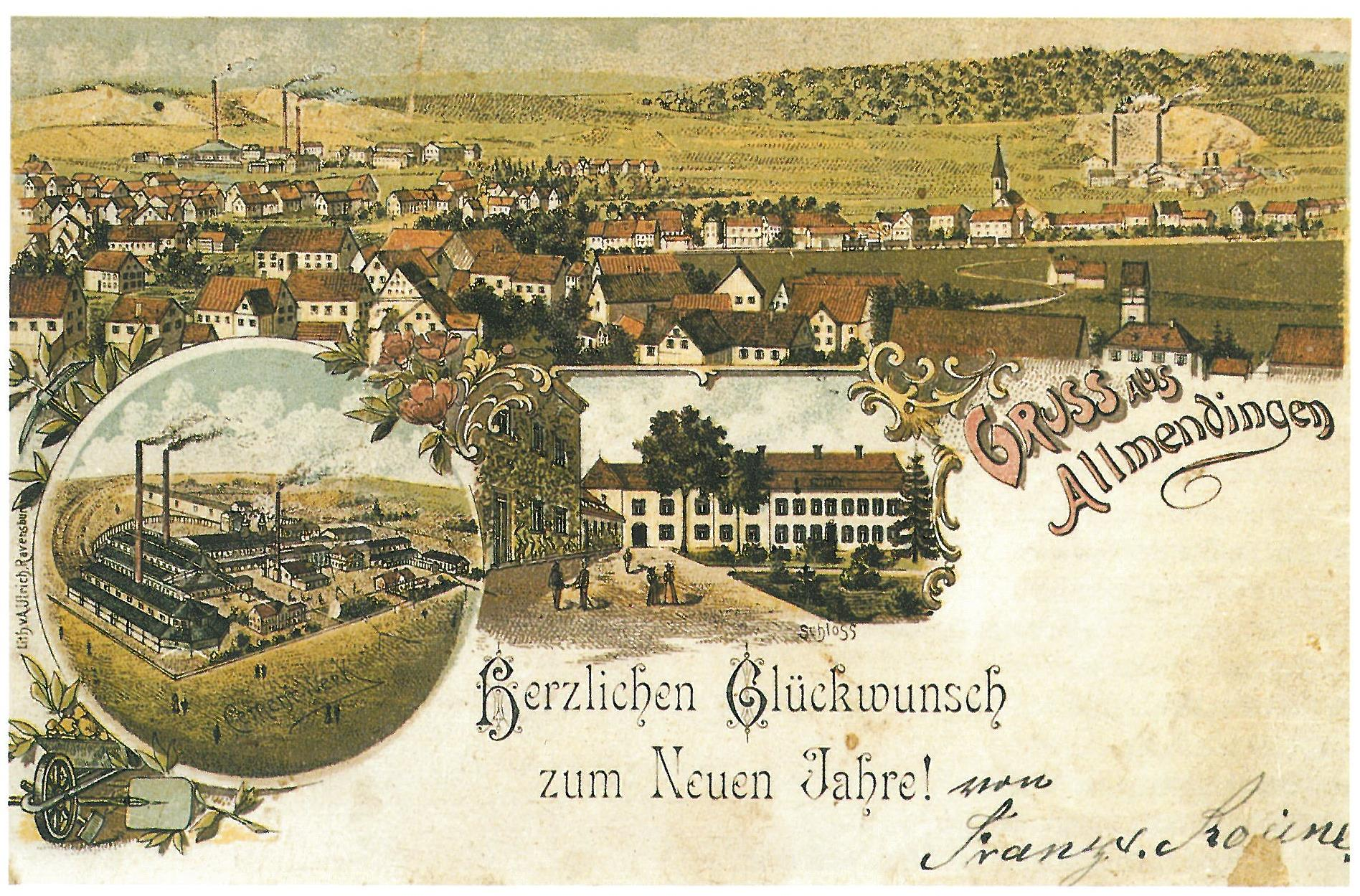
Ansichtskarte von 1900 mit Zementwerk Schwenk

Größter Arbeitgeber ist der Automobilzulieferer Burgmaier. Weitere Unternehmen sind der Formenhersteller Rampf, nach eigenen Angaben Weltmarktführer seiner Branche, der Allgaier Agrarhandel sowie das Zementwerk Schwenk, das auch optisch das Ortsbild prägt.

### Freizeit- und Sportanlagen
Allmendingen besaß als erste Gemeinde der Umgebung, noch vor der Stadt Ehingen, ein Freibad. Zudem gibt es einen Tennisplatz, eine Turn- und Sporthalle und das Fußballstadion des TSV Allmendingen.

## Entwicklung des Gemeindegebiets

### Eingemeindungen
Am 1. Januar 1974 wurden die bis dahin selbstständigen Gemeinden Ennahofen, Grötzingen, Niederhofen und Weilersteußlingen eingemeindet.

### Ortskernsanierung
Die Gemeinde Allmendingen führt seit dem Jahr 2000 eine Sanierung ihres Ortskerns durch.
Neben öffentlichen werden auch private Maßnahmen gefördert. Innerhalb des Sanierungsabschnitts I wurde das Alte Schulhaus, erbaut 1885, zu einem Bürgerhaus umgebaut. Das Land Baden-Württemberg stellte für den ersten Sanierungsabschnitt insgesamt Zuwendungen in Höhe von 1,68 Millionen Euro zur Verfügung. Das entspricht einer Förderung von 60 % aus zuschussfähigen Gesamtkosten von 2,8 Millionen Euro. Mit diesen Mitteln wurden öffentliche und private Maßnahmen städtebauliche Mängel und Missstände behoben und die Lebens-, Arbeits- und Wohnbedingungen in der Ortsmitte verbessert.
Folgende öffentliche Bauabschnitte wurden realisiert:
- Nördliche Hauptstraße (2001/2002)
- Kirchplatz (2003)
- Südliche Hauptstraße (2004)
- Gestaltung des Rathausplatzes (2006)

### Gemeindemarketing
Seit 1998 gibt es in Allmendingen einen Arbeitskreis Gemeindemarketing, einen Zusammenschluss engagierter und interessierter Bürger aus der Gemeinde. Gemeindemarketing möchte eine Brücke sein zwischen Gemeindeverwaltung, Handel- und Gewerbe, örtlichen Vereinen und Bürgern.

## Kultur und Sehenswürdigkeiten

### Bauwerke
- Pfarrkirche St. Maria Himmelfahrt aus dem 15. Jahrhundert
- Schloss der Freiherren von Freyberg, 16. Jahrhundert. Seit vielen hundert Jahren sind die Freiherren von Freyberg-Eisenberg in Allmendingen ansässig und spielen eine wichtige Rolle in der Heimatgeschichte Allmendingens. Für Oberschwaben und das Allgäu übernahmen die von Freyberg den Kesslerschutz, die Gerichtsbarkeit über das fahrende Volk. Das Alte Schloss, ein Wasserschloss mit zwei Ecktürmen und einer Zugbrücke, stammt aus der Zeit um 1593. Das Neue Schloss, das jenseits der Kleinen Schmiech steht und mit dem Alten Schloss durch einen Gang verbunden ist, wurde 1782 gebaut. Die Dreiflügelanlage mit zweistöckigem Mittelbau unter Mansardendach und Flügelbauten in Arkadenform steht surück gebaut im Parkinnern. An den Nordflügel angebaut ist die Kapelle mit Epitaph, außerdem Wirtschaftsbauteh wie das Jägerhaus zur Hauptstraße, das Gärtnerhaus im Park, die Scheune und die Mühle, die heute als Schlossgaststätte mit Freiterrasse dient. Der Park hinter dem Schloss wurde erst im letzten Drittel des 19. Jahrhunderts geschaffen. Durch ihn fließt die Kleine Schmiech. Die von einer Mauer umgebene Anlage an der Hauptstraße in Großallmendingen wird von der Familie von Freyberg bewohnt. In der Pfarrkirche Mariä Himmelfahrt ist ein Totenschild und eine wappenverzierte Herrschaftsbank zu sehen.[15]

- Bürgerhaus, Ehemaliges Schulhaus von 1887, erweitert im Jahr 1895. Als Schulhaus diente es bis 1976. 2006 Sanierung und Nutzung des ehemaligen Schulhauses als Bürgerhaus mit großem Saal und mehreren Veranstaltungsräumen.

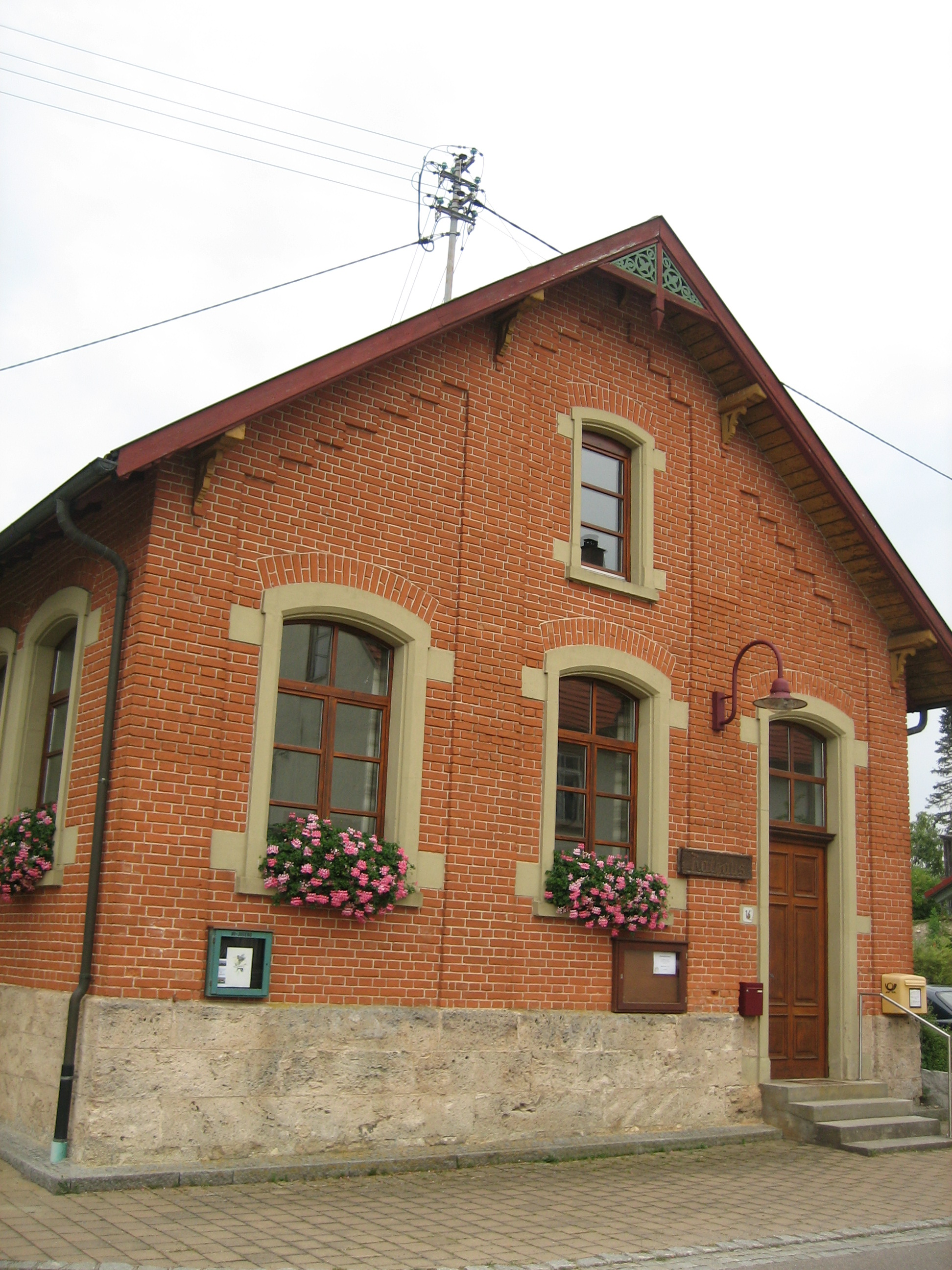
Rathaus im Ortsteil Weilersteußlingen
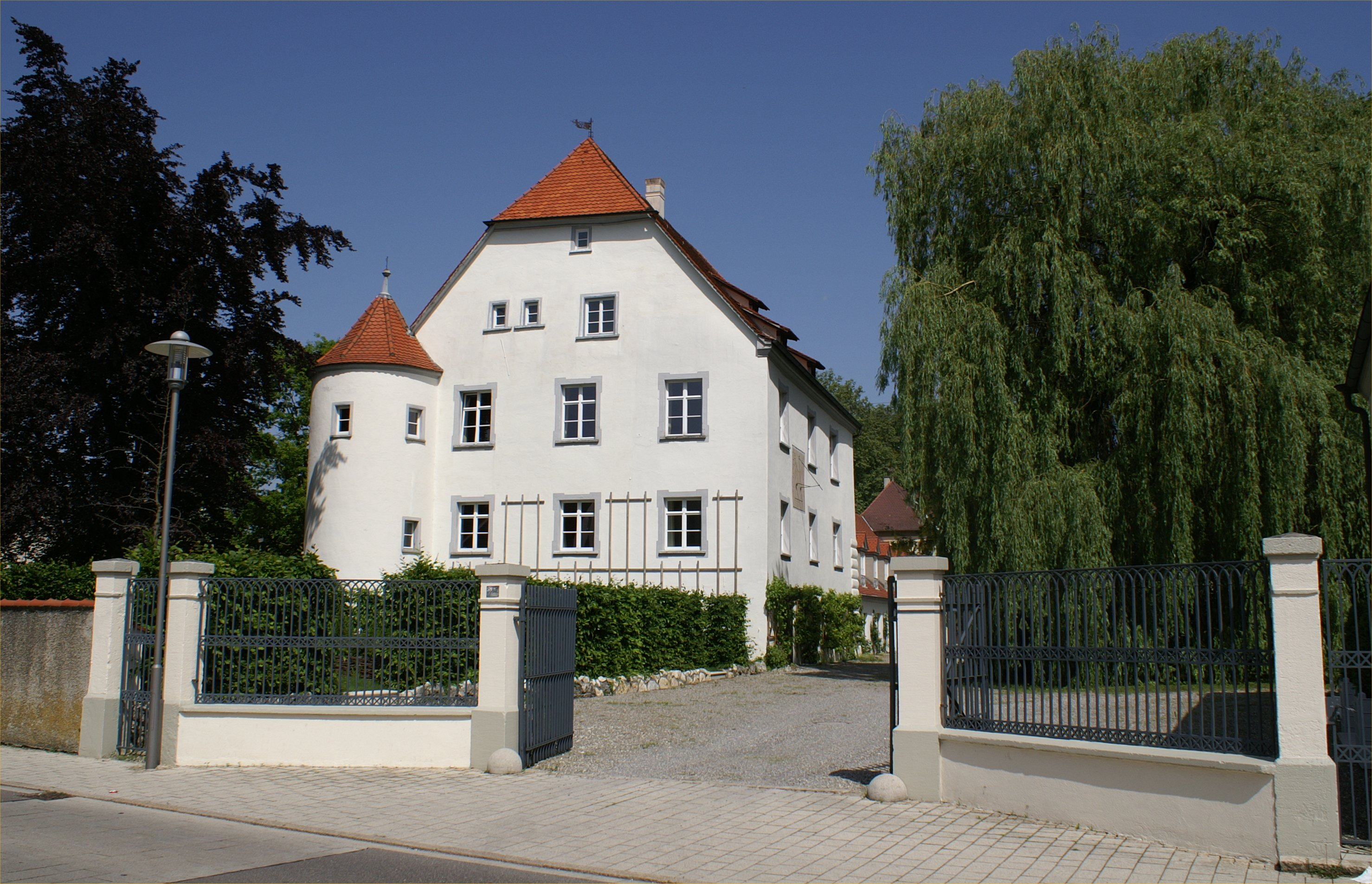
Altes Schloss
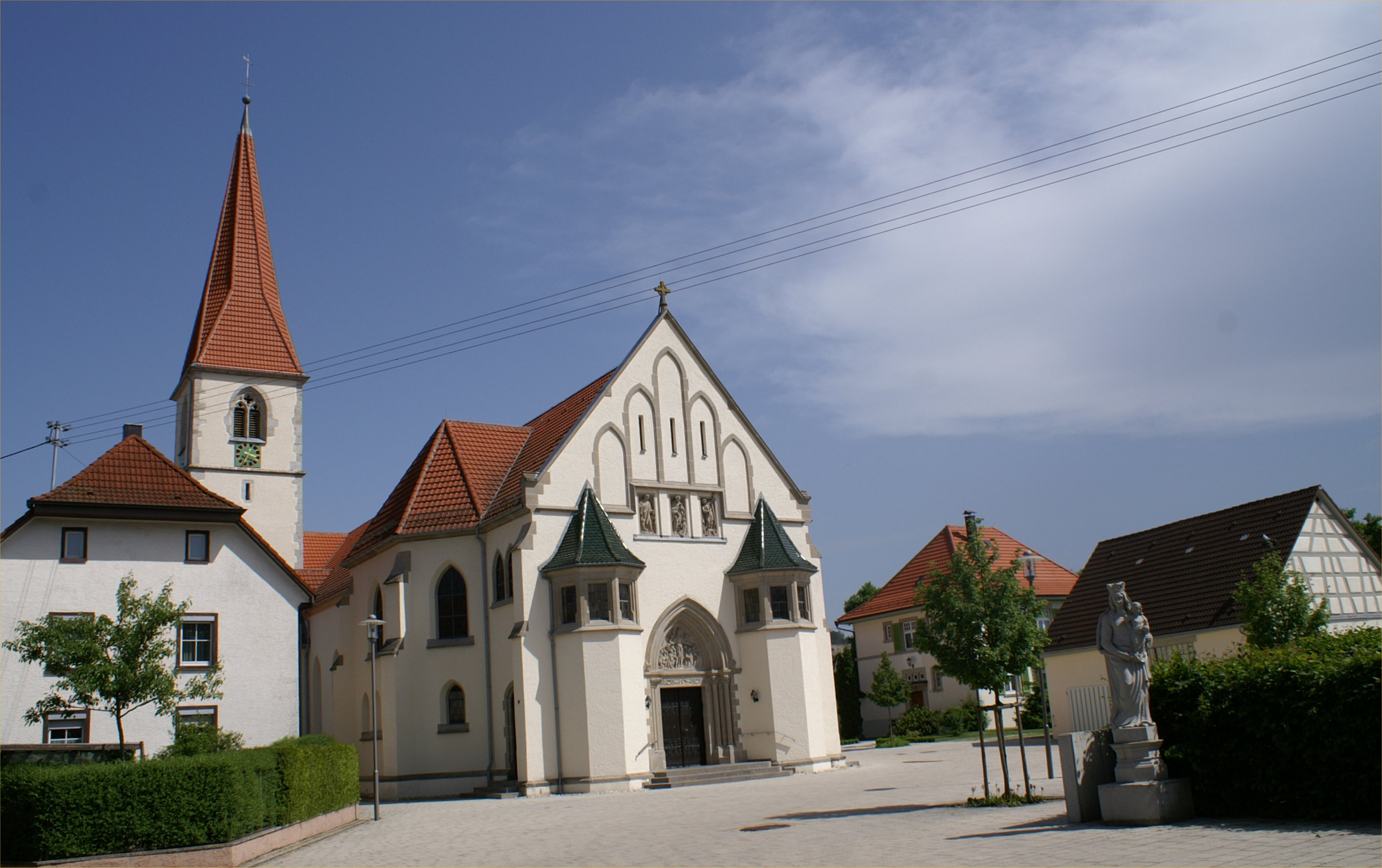
Pfarrkirche Maria Himmelfahrt
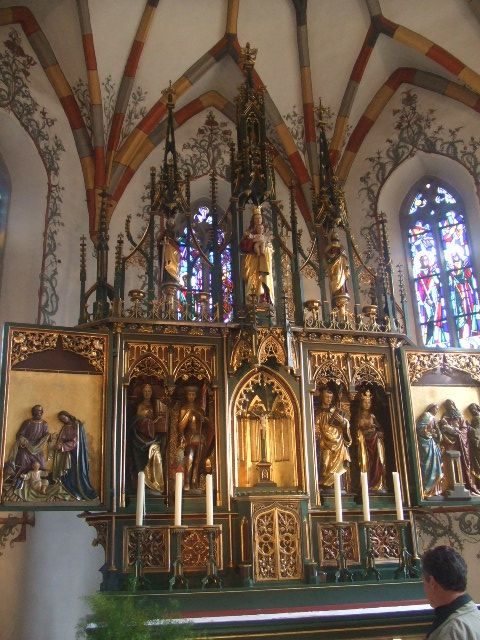
Neugotischer Hochaltar
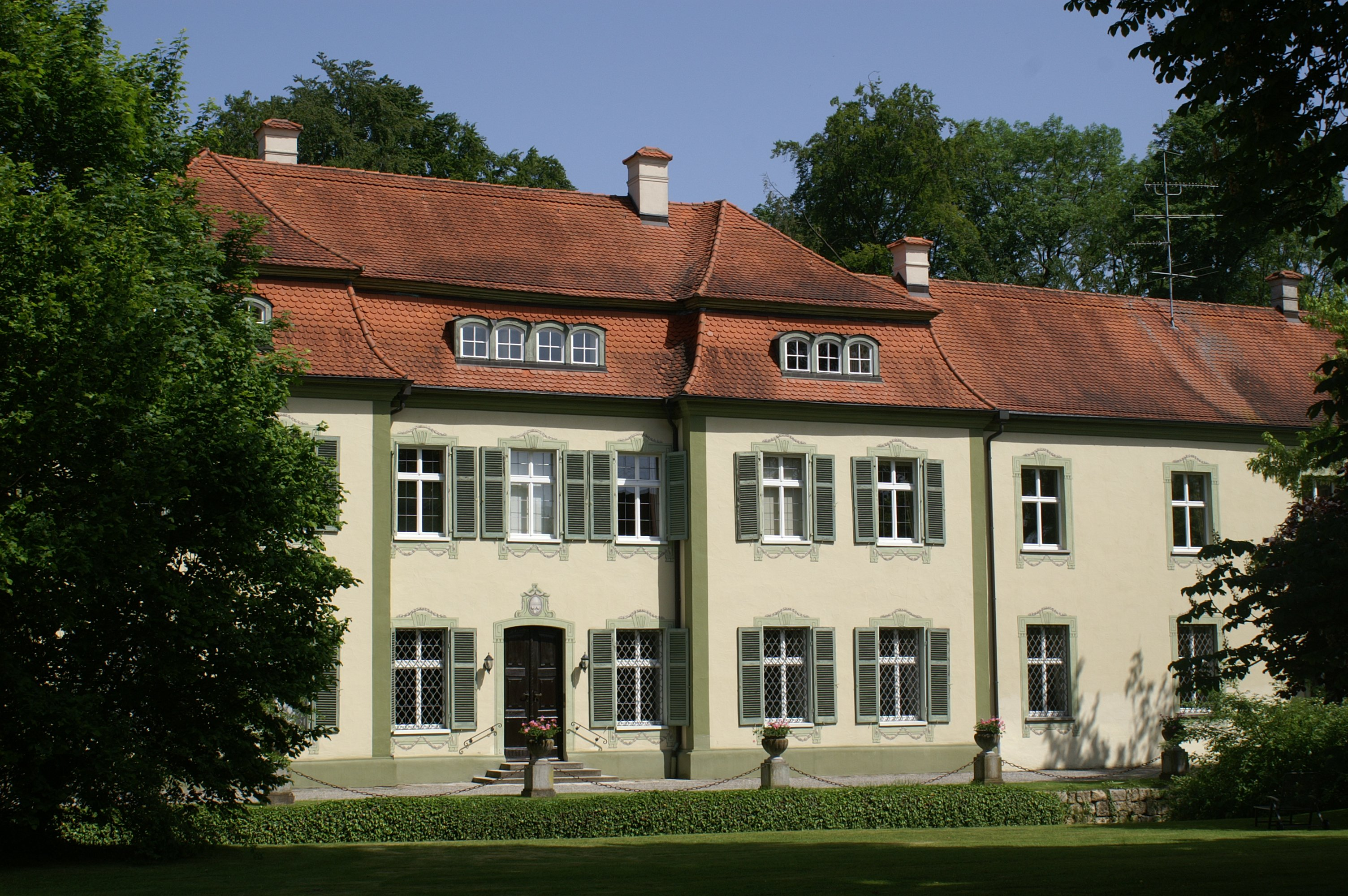
Neues Schloss der Freiherren von Freyberg

### Vereine
- Die 1913 gegründete Ortsgruppe Weilersteußlingen des Schwäbischen Albvereins wurde 2013 mit der Eichendorff-Plakette ausgezeichnet.[16][17][18][19]

### Regelmäßige Veranstaltungen
- Heimatfest „Fest im Zentrum“, kurz FiZ
- Gökelesfest
- Nachtumzug
- Weihnachtsmarkt
- Bücherflohmarkt (einer der größten in Süddeutschland)
- Allmendinger Gesundheitstage

## Persönlichkeiten

### Ehrenbürger
Die Gemeinde Allmendingen hat folgenden Personen das Ehrenbürgerrecht verliehen:
- Anton Hoch (1842–1919), Direktor der Zementfabrik des Stuttgarter Immobilien- und Baugeschäfts in Allmendingen, Ehrenbürger am 21. November 1913
- Carl Schwenk (1852–1942), Inhaber der Schwenkschen Zementfabrik in Allmendingen, Ehrenbürger November 1897
- Carl Schwenk (1883–1978), Alleininhaber der Firma E. Schwenk Zementwerke GmbH, Ulm (Donau), Ehrenbürger am 26. Oktober 1952
- Eberhard Schleicher (1926–2007), Inhaber der Firma E. Schwenk Zement KG, Ulm (Donau), Ehrenbürger 1982

### Söhne und Töchter der Gemeinde
Die folgende Übersicht enthält bedeutende, in Allmendingen geborene Persönlichkeiten, aufgelistet nach dem Geburtsjahr. Für die Nennung ist es unerheblich, ob die Personen ihren späteren Wirkungskreis in Allmendingen hatten oder nicht.
- Joseph von Sontheimer (1787–1846), königlich württembergischer Generalstabsarzt, Übersetzer der arabischen Heilmittelrezepte von Avicenna
- Albrecht von Freyberg (1876–1943), Marineoffizier, Vizeadmiral der Reichsmarine, Marineattache
- Friedrich Lang (1913–2004) in Grötzingen geborener Theologe, Ephorus des Tübinger Stiftes
- Alfons Zinser (1914–1991), Politiker, Mitglied des Landtages von Baden-Württemberg
- Helmut Braig (1923–2013), Maler, Bildhauer, Grafiker, Filmemacher und Buchautor
- Johannes Kopp (1927–2016), Theologe und christlicher Zen-Lehrer
- Ernst Geprägs (1929–2011), geboren im Ortsteil Grötzingen, Landwirt, Vizepräsident des Deutschen Bauernverbandes
- Ernst von Freyberg (* 1958), Schlossherr von Schloss Allmendingen, Chef der Vatikanbank in Rom (2013–2014)
- Margit Hudelmaier (* 1960), Sozialpädagogin und ehemalige Vorsitzende des Bundesverbandes Contergangeschädigter
- Nico Drmota (* 1979), Basketballfunktionär

### Sonstige Persönlichkeiten
Hier werden bekannte Persönlichkeiten aufgeführt, die in Allmendingen einen Teil ihres Lebens verbracht haben oder in Allmendingen verstorben sind.
- Adolf Waas (1890–1973), Bibliothekar, Historiker und Pädagoge
- Karl Friedrich Ritter (1900–1986), Lyriker, Leiter der Volksschule in Allmendingen